# 보르하 발레로
보르하 발레로 이글레시아스(스페인어: Borja Valero Iglesias, 1985년 7월 10일, 마드리드 ~ )는 스페인의 은퇴한 축구선수로, 미드필더로 활약했다.